# Agia Paraskevi (Geroskipou)

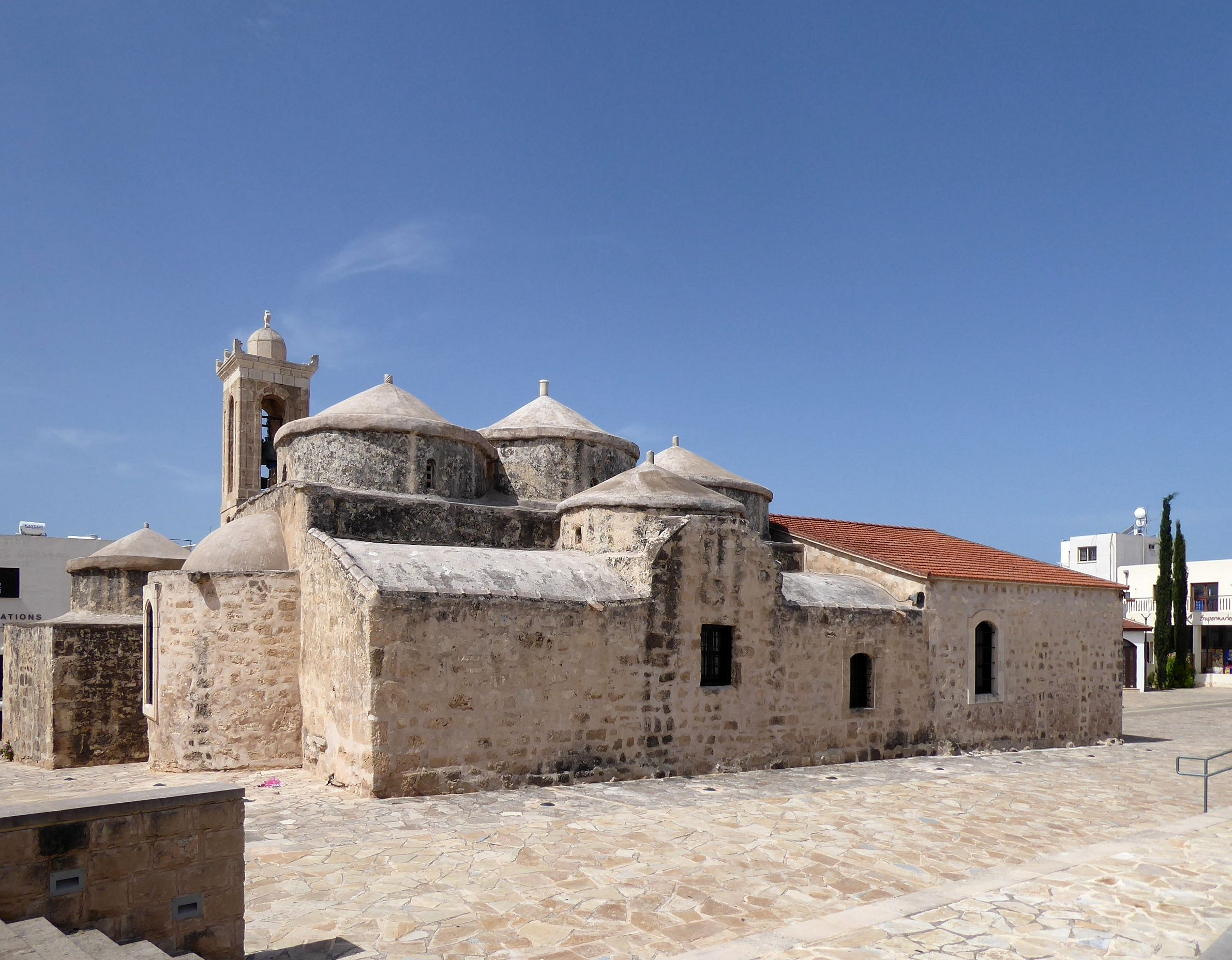
Agia Paraskevi

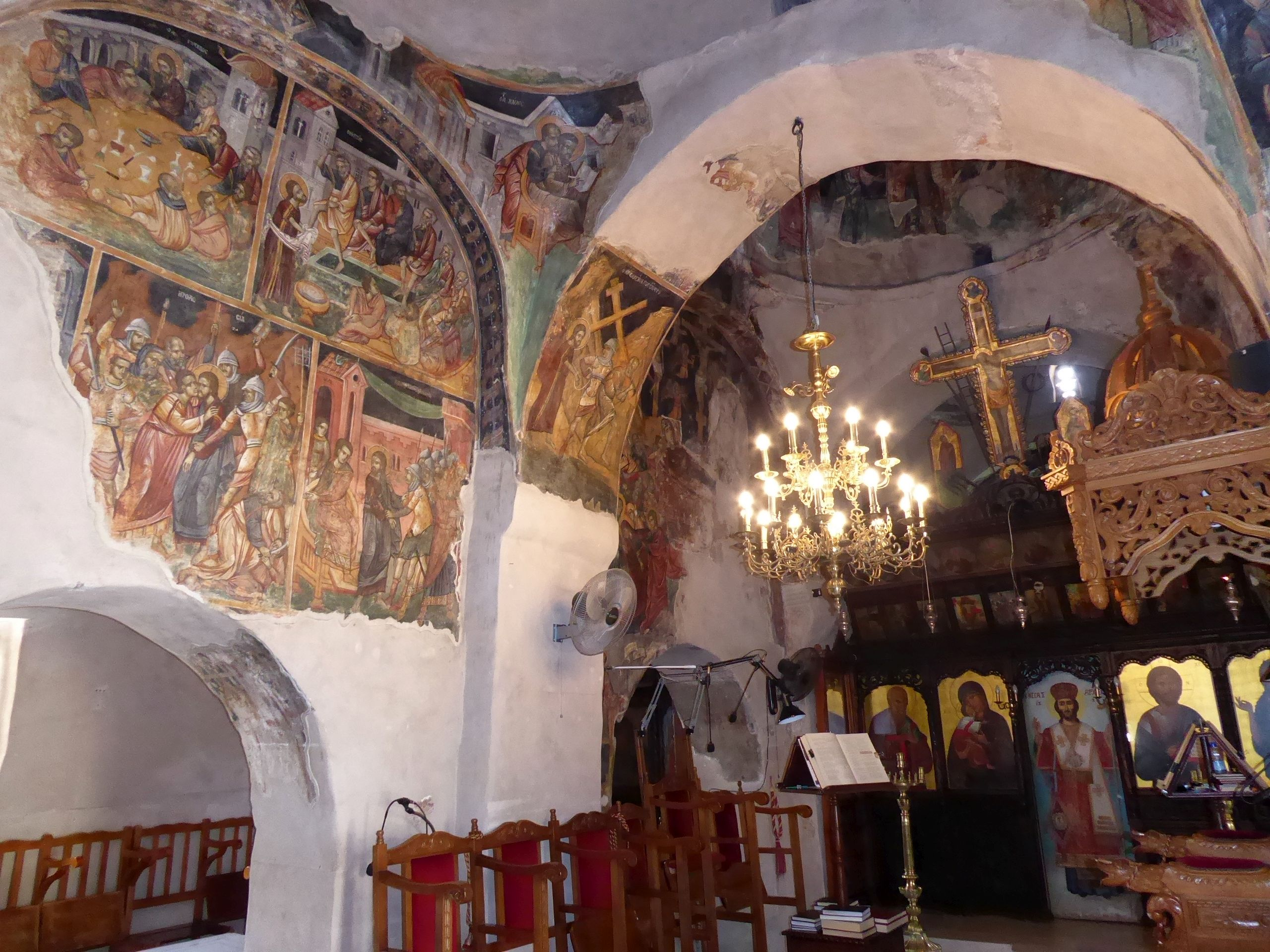
Blick vom Langhaus zum Chor mit Fresken

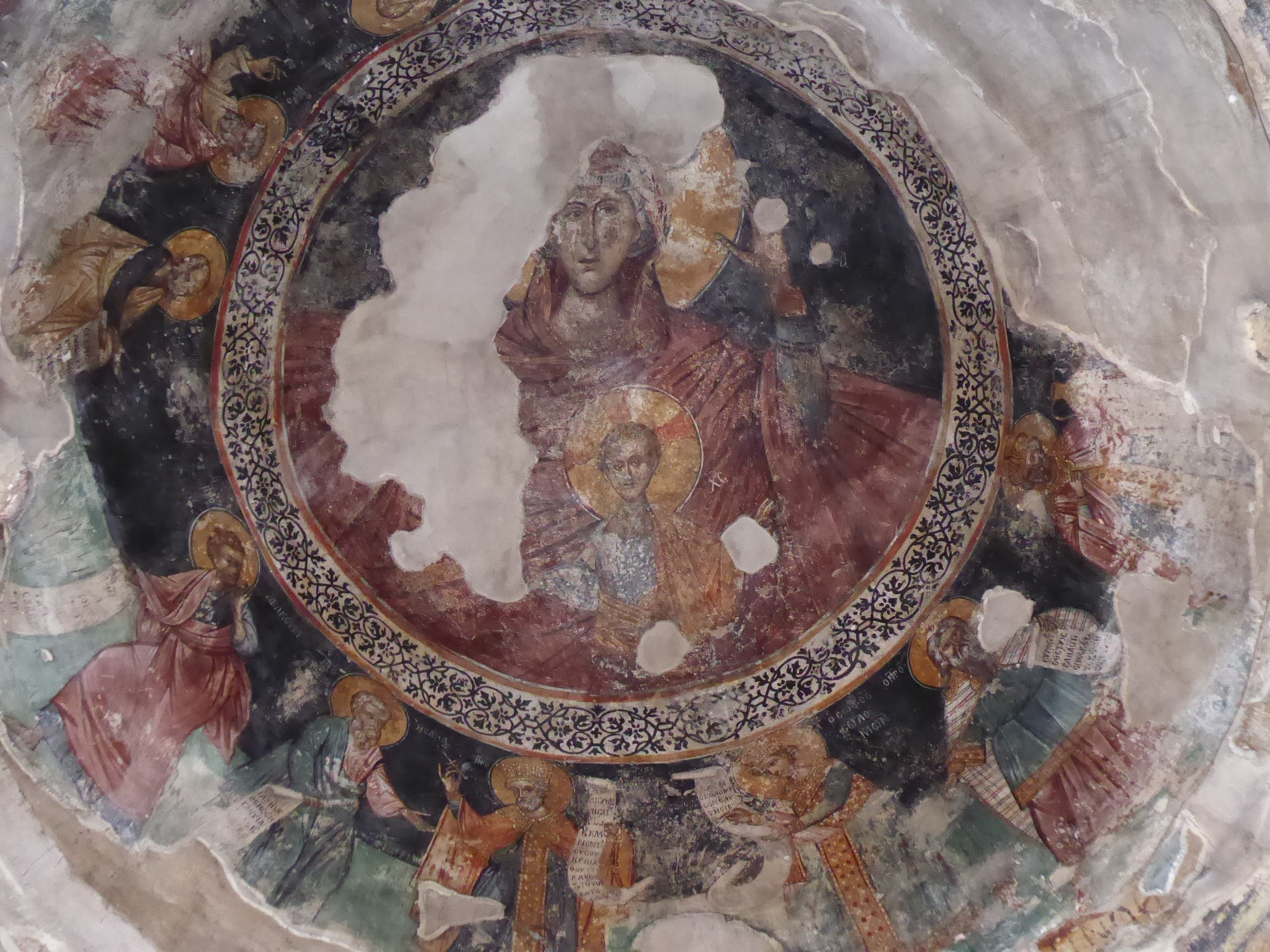
Fresken in der Hauptkuppel

Die Kirche Agia Paraskevi ist ein zyprisch-orthodoxes Kirchengebäude im Ortszentrum von Geroskipou auf Zypern. Mit ihren fünf Kuppeln ist das Gotteshaus neben der Kirche der Heiligen Barnabas und Hilarion in Peristerona der zweite byzantinische Sakralbau dieses Typs auf Zypern. Ihr Plan geht auf die in justinianischer Zeit errichtete Johanneskirche in Ephesos und die Apostelkirche in Konstantinopel zurück. 

## Beschreibung
Die dreischiffige Agia-Paraskevi-Kirche ist im Innern durch Mauern gegliedert, die die Kuppeln tragen. Über dem Mittelschiff befinden sich drei Kuppeln, deren mittlere von den beiden über den Seitenschiffen flankiert wird, wodurch der Eindruck einer kreuzförmigen Anlage entsteht. Bis an die Apsis des Mittelschiffs heranreichend, ist dem südlichen Seitenschiff im Osten eine überkuppelte Kapelle angegliedert, die früher wohl ein Martyrion war, ein Bauwerk an einem Ort, der mit dem Leben oder der Reliquie eines Heiligen oder Märtyrers in enger Beziehung stand. Die Südostecke der Kirche bestimmt ein 1886 erbauter Glockenturm. Der narthexartige Westteil wurde im 19. Jahrhundert für die am Gottesdienst teilnehmenden Frauen errichtet und 1931 vergrößert. 
Die außerordentlich dicken Mauern tragen im Innern Wandmalereien. Bei den ältesten Resten handelt es sich um anikonische, rein dekorative Motive, die in die Zeit des Bildersturms im 9. Jahrhundert zurückreichen. Darüber liegt eine Freskenschicht aus dem 12. Jahrhundert, von der ein Marientod an der Nordwand des Naos am besten erhalten ist. Die meisten Fresken stammen aus dem 15. Jahrhundert und haben Geschichten aus dem Neuen Testament zum Gegenstand. Aus der gleichen Zeit stammt die bedeutendste Ikone (14.–15. Jahrhundert), eine Darstellung der Panagia Geroskipiotissa auf der einen, eine Kreuzigung auf der anderen Seite tragend.